# Khyra, Sagar
Khyra là một làng thuộc tehsil Sagar, huyện Shimoga, bang Karnataka, Ấn Độ.